# Lista episoadelor din Copiii Bionici: Forța de elită
Copiii Bionici: Forța de elită are un singur sezon ce cuprinde 15 episoade.
Noul sezon va fi lansat începând de luni, 26 februarie 2018, la ora 19:30. Serialul este difuzat în premieră de luni până vineri.

## Difuzare
| Sezon | Sezon | Episoade | Difuzarea originală | Difuzarea originală | Difuzarea în România | Difuzarea în România |
| Sezon | Sezon | Episoade | Început             | Final               | Început              | Final                |
| ----- | ----- | -------- | ------------------- | ------------------- | -------------------- | -------------------- |
|       | 1     | 15       | 2 martie 2016       | 22 octombrie 2016   | 26 februarie 2018    |                      |

## Lista episoadelor
| #   | Titlu original               | Titlu în română       | Difuzare originală | Difuzare în România |
| --- | ---------------------------- | --------------------- | ------------------ | ------------------- |
| 1.  | The Rise of Five             | O nouă echipă         | 2 martie 2016      | 26 februarie 2018   |
| 2.  | Holding Out for a Hero       | În căutarea unui erou | 9 martie 2016      | 27 februarie 2018   |
| 3.  | Power Play                   | Joaca de-a putere     | 16 martie 2016     | 28 februarie 2018   |
| 4.  | The Superhero Code           | Codul super-eroului   | 23 martie 2016     | 1 martie 2018       |
| 5.  | Need for Speed               | Nevoia de viteză      | 30 martie 2016     | 2 martie 2018       |
| 6.  | Follow the Leader            | Urmează-ți liderul    | 6 aprilie 2016     | 11 martie 2018      |
| 7.  | The List                     | Lista                 | 13 aprilie 2016    | 12 martie 2018      |
| 8.  | Coming through in the Clutch | Trecând Prin Ambreiaj | 25 iulie 2016      | 14 martie 2018      |
| 9.  | The Intruder                 | Intrusul              | 10 septembrie 2016 | 13 martie 2018      |
| 10. | The Rock                     | Piatra                | 17 septembrie 2016 |                     |
| 11. | Home Sweet Home              | Casă Dulce Casă       | 24 septembrie 2016 |                     |
| 12. | Sheep-Shifting               | Farsa de Halloween    | 1 octombrie 2016   |                     |
| 13. | Game of Drones               | Cursa Dronelor        | 8 octombrie 2016   |                     |
| 14. | They Grow up So Fast         | Cresc Așa De Repede   | 15 octombrie 2016  |                     |
| 15. | The Attack                   | Atacul                | 22 octombrie 2016  |                     |